# Al Unser III
Pour les articles homonymes, voir Unser.
Alfred Richard Unser, désormais désigné sous le nom de Al Unser III (né le 23 octobre 1982 à Albuquerque, Nouveau-Mexique) est un pilote automobile américain.

## Biographie
Fils de Al Unser Jr. et petit-fils de Al Unser, Al Unser III s'est lancé à son tour dans la compétition automobile à l'âge de 16 ans. Passé par les championnats de Formule Atlantic et d'Indy Pro Series (les antichambres du CART et de l'IndyCar Series), il peine à trouver les soutiens pour passer à l'échelon supérieur et devenir le septième membre de la famille Unser à participer aux 500 Miles d'Indianapolis.
Al Unser et Al Unser Jr. étant respectivement surnommé "Big Al" et "Little Al", les médias ont cherché au début de sa carrière à trouver un surnom au petit dernier de la dynastie Unser afin de le différencier de ses ainés. Refusant tout surnom, il s'est longtemps fait appeler "Just Al". Même si ce surnom subsiste, l'appellation Al Unser III semble s'être désormais imposée.

## Famille Unser
- Son grand-père: Al
- Son père: Al Jr.
- Ses grands-oncles: Jerry (mort en 1959) et Bobby
- Les cousins de son père: Johnny et Robby